# Viszuny
A Viszuny (ukránul: Висунь; valamint Висуні, Viszunyi; Исунь, Iszuny) folyó Ukrajnában, mely 201 kilométer hosszú, vízgyűjtő területe 2670 km² és az Inhulec folyóba torkollik. Déli irányban keresztülvág a Fekete-tengermelléki-alföldön. Eredetileg Vicunynak (Вицунь) hívták. Az -ic szótag a tatár nyelvből került át, jelentése „inni”, feltehetően a türk eredetű -ic (inni), avar -icu (forrás) szavakból.